# Вистингаузен, Райнхольд фон
Райнхольд Александр Кристиан фон Вистингаузен (нем. Reinhold Alexander Christian von Wistinghausen; 20 июня 1863, Ревель — 12 октября 1939, Берлин) — российский медик из балтийских немцев.

## Биография
Сын Карла Александра фон Вистингаузена (1826—1883), медика и государственного деятеля, президента Эстляндской казённой палаты, и его жены Марии, урождённой Родде.
Окончил рыцарскую соборную школу в Ревеле (1883) и медицинский факультет Дерптского университета (1892). В 1894 году защитил диссертацию, затем на протяжении года работал в Кёнигсберге, ещё год — в Гапсале. Вновь обосновавшись в Ревеле, вёл различную практику, в 1906—1909 гг. был врачом Рыцарской соборной школы, затем заведовал хирургическим отделением городской больницы. В 1903—1918 гг. председатель Эстляндского общества врачей.
С 1918 г. в Германии. В 1922—1929 гг. заведовал отделением детского туберкулёза в крупнейшей больнице в Белице.

## Семья
Братья — Рихард фон Вистингаузен, дирижёр и композитор, и Вальтер фон Вистингаузен, журналист, мемуарист и переводчик; сестра — писательница Теофила фон Бодиско. Из четырёх сыновей Вистингаузена двое, Курт (1901—1986) и Альмар (1904—1989), стали последователями антропософии: Курт на протяжении 56 лет руководил Общиной христиан в Штутгарте, Альмар внёс вклад в развитие биодинамического сельского хозяйства.